# Окаянные дни (телесериал)
«Окая́нные дни» — российский комедийный телесериал Семёна Слепакова, снятый в формате скринлайф-альманаха. Производством проекта занималась компания Comedy Club Production.
Премьера двух первых серий состоялась 11 июня 2020 года на онлайн-сервисе Premier. Новые серии размещались еженедельно по четвергам.
Заключительные три серии были выложены 16 июля 2020 года.
Телевизионная премьера телесериала состоялась 26 октября 2020 года в 22:00 на телеканале «ТНТ».

## Сюжет
10 новелл о людях, соблюдающих режим самоизоляции, вызванный пандемией COVID-19. Ограничения породили удивительные истории, которые вряд ли бы смогли произойти при других обстоятельствах.

## Действующие лица и исполнители

### Новелла 1. «Счастливое окончание»
| Актёр              | Роль                                               |
| ------------------ | -------------------------------------------------- |
| Анна Михалкова     | Лена (Елена Владимировна) жена Вити                |
| Никита Тарасов     | учёный-энтомолог Витя (Виктор Алексеевич) муж Лены |
| Ольга Виниченко    | мастер тайского массажа Кристина                   |
| Ольга Волкова      | Ирина мать Лены                                    |
| Евгений Сангаджиев | курьер Алимжан                                     |

### Новелла 2. «Вторая семья»
| Актёр             | Роль                                                                               |
| ----------------- | ---------------------------------------------------------------------------------- |
| Светлана Камынина | специалист по международному праву Виктория московская официальная жена Александра |
| Юлия Топольницкая | официантка Злата гражданская жена Александра из Подольска                          |
| Павел Ворожцов    | Александр муж Виктории                                                             |
| Таисия Битюкова   | Маша дочь Златы и Александра                                                       |

### Новелла 3. «Массаж по удалёнке»
| Актёр                 | Роль                                                 |
| --------------------- | ---------------------------------------------------- |
| Тимофей Трибунцев     | Валентин Геннадьевич / Дмитрий уролог / охранник     |
| Семён Штейнберг       | Кирилл Владимирович Ласковый                         |
| Александр Ильин       | владелец строительной фирмы Пётр Ильич тесть Кирилла |
| Тимур Базинский       | Валентин Геннадьевич Хречков уролог                  |
| Анастасия Калашникова | помощница Валентина Геннадьевича Лена                |

### Новелла 4. «Долг»
| Актёр              | Роль               |
| ------------------ | ------------------ |
| Владимир Епифанцев | Виктор             |
| Григорий Калинин   | Дмитрий            |
| Даниил Воробьёв    | Константин Тихонов |
| Алина Алексеева    | Елена жена Дмитрия |

### Новелла 5. «Мать»
| Актёр                  | Роль                                             |
| ---------------------- | ------------------------------------------------ |
| Мария Машкова          | Вика дочь Аллы, живущая в Лос-Анджелесе          |
| Елена Валюшкина        | Алла Григорьевна мама Вики, живущая в Москве     |
| Александр Назаров      | дядя Додя (Давид Резник) муж Любы, любовник Аллы |
| Светлана Камынина      | психолог Аллы Татьяна Кострова                   |
| Наталья Назарова-Рыжих | Люба жена Давида                                 |

### Новелла 6. «Деловые люди»
| Актёр           | Роль                                                         |
| --------------- | ------------------------------------------------------------ |
| Павел Деревянко | автолюбитель, владелец сети барбершопов Геннадий Борисович   |
| Александр Робак | инспектор ДПС Виталий Олегович Коготков                      |
| Михаил Тройник  | инспектор ДПС Владимир Блинохватов                           |
| Пётр Буслов     | капитан Службы собственной безопасности Денис Олегович Лапин |

### Новелла 7. «Тело боли»
| Актёр             | Роль                        |
| ----------------- | --------------------------- |
| Тимофей Трибунцев | инструктор по йоге Анатолий |
| Екатерина Вилкова | Светлана Терентьева         |
| Ольга Дибцева     | Оксана подруга Светланы     |

### Новелла 8. «Братья»
| Актёр            | Роль                                            |
| ---------------- | ----------------------------------------------- |
| Фёдор Бондарчук  | чиновник столичной мэрии Паша старший брат Саши |
| Дмитрий Лысенков | оппозиционер Саша младший брат Паши             |
| Татьяна Догилева | Зоя Александровна мать Паши и Саши              |

### Новелла 9. «Розыгрыш»
| Актёр               | Роль                          |
| ------------------- | ----------------------------- |
| Сергей Колтаков     | отец Никодим                  |
| Ян Цапник           | отец Викентий                 |
| Марина Александрова | матушка супруга отца Никодима |

### Новелла 10. «Конец света»
| Актёр            | Роль                                             |
| ---------------- | ------------------------------------------------ |
| Иван Купреенко   | Вадим муж Марины                                 |
| Алёна Бутылкина  | Марина жена Вадима                               |
| Юрий Быков       | клиент агентства «Рядом дом» Сергей Владимирович |
| Наталья Тетенова | семейный психолог Галина Александровна           |

## Производство
Все новеллы снимались на айфоны актёров.
До начала съёмок актёры обсуждали и репетировали свои новеллы через сервис Zoom.
Владимир Епифанцев снял 4 варианта своей серии, пока не нашёл необходимый стиль и правильную подачу.
Специально для съёмок новеллы «Тело боли» актрисе Ольге Дибцевой сняли квартиру в Санкт-Петербурге.

## Мнения о телесериале
Телесериал получил неоднозначные оценки телекритиков и журналистов.
- Антон Фомочкин, «Киноафиша»:

„Дни“ неминуемо забудутся спустя месяцы, как и практически всё посвящённое самоизоляции творчество, выпущенное за эти два месяца на стримингах. Но по проекту Слепакова по прошествии лет можно будет сложить, наверное, самое точное представление о том, насколько странным в жизни русского человека было это время. Такова специфика иносказательной сатиры. „Окаянные дни“ равнозначно для тех, кто прикипел к скринлайв сериалам, и тех, кто не видел ни одного из них, но хотел бы ознакомиться с этим феноменом
- Дмитрий Гинкель, «Петербургский дневник»:

„Окаянные дни“ точно мало похожи на знаменитую книгу Ивана Бунина, написанную в начале XX века. Это крайне современная история, в которой настоящими героями стали врачи, значительно больше стали получать курьеры, многие перешли на работу „по удалёнке“, а маска и перчатки превратились в модный аксессуар для похода по магазинам
- Александр Пастухов, 59.ru:

„Окаянные дни“ не просто эксплуатируют горячую тему, а представляют собой что-то вроде эксперимента над жанром. Сценарист и режиссёр помещены в стеснённые условия (прямо как россияне — в карантин): персонажи не взаимодействуют друг с другом физически и не покидают одного помещения. Получилось ли в таких условиях снять актуальную комедию про изменившуюся русскую жизнь? Да, вполне
- Сергей Ефимов, «Комсомольская правда»:

Главное отличие „Окаянных дней“ от прочих вдохновлённых коронавирусом скринлайфов заключается в его сюжетной структуре: в нём 10 серий, представляющих собой 10 отдельных историй, не связанных между собой сквозной фабулой. По сути это анекдоты, забавные сценки на злобу дня, «Ералаш» для взрослых, только разработанные чуть глубже и тоньше, чем, скажем, «6 кадров», и расписанные не на две, а на 20 минут
- Мария Позина, «Metro Москва»:

„Окаянные дни“ вряд ли стоит сравнивать с прошлым проектом Семёна Слепакова, сериалом „Домашний арест“,  который стал чуть ли не сатирической летописью нашего времени и шутки из которого разобрали на цитаты. На этот раз получилось попроще, но талантливо и с душой. Не думаю, что захочу когда-нибудь пересматривать этот сериал, но один посткарантинный вечер он мне скрасил
- Егор Москвитин, «The City»:

Результат похож на песни Слепакова (которые здесь тоже звучат) — такая сентиментальная, лёгкая, весёлая, по-хорошему потрёпанная энциклопедия русской жизни. Главное достоинство сериала в том, что он заменяет все остальные скринлайф-проекты этих окаянных дней. Вполне себе памятник коронавирусной весне, которая так и не стала ни для кого из нас болдинской осенью
- Муслим Камалов, «Псковское агентство информации»:

„Окаянные дни“ сделаны более профессионально, написаны крайне талантливо и изобретательно для, казалось бы, такого странного и совсем непривлекательного формата, который когда-то якобы придумал Тимур Бекмамбетов. Это, безусловно, на голову выше остальных недавно вышедших сериалов быстрого производства про осточертевшую самоизоляцию, поскольку сам карантин здесь не выпячивают на первый план, не занимаются примитивной сатирой, а уделяют внимание больше простым человеческим историям, в которых каждый, вероятно, может сегодня узнать себя. Персонажи, помещённые в новые реалии, оказываются важнее, отношения между ними — нестабильнее и сложнее, и тем интереснее за всем этим наблюдать как бы „со стороны“
- Яна Лубнина и Елена Ивановова, «Коммерсантъ FM»:

Один из главных вопросов кинокритиков: получилось ли у режиссёров создать такие проекты про самоизоляцию, к которым захочется возвращаться и потом? И пока одни говорят, что это может быть документом эпохи, другие перефразируют известное выражение: всё, что было на карантине, останется на карантине